# Щельпинский сельсовет
Щельпинский сельсовет — упразднённая административно-территориальная единица, существовавшая на территории Московской губернии и Московской области до 1954 года.
Щельпинский сельсовет был образован в первые годы советской власти. По данным 1919 года он входил в состав Ашитковской волости Бронницкого уезда Московской губернии.
По данным 1926 года в состав сельсовета входил 1 населённый пункт — погост Щельпино.
В 1929 году Щельпинский с/с был отнесён к Ашитковскому району Коломенского округа Московской области.
31 августа 1930 года Ашитковский район был переименован в Виноградовский.
17 июля 1939 года к Щельпинскому с/с был присоединён Исаковский с/с (селение Исаково).
15 февраля 1952 года селение Исаково было передано из Щельпинского с/с в Виноградовский с/с. Одновременно из Губинского с/с в Щельпинский было передано селение Ашитково.
14 июня 1954 года Щельпинский с/с был упразднён. При этом его территория была объединена с Губинским с/с в новый Ашитковский с/с.